# Adam Birch
Adam Birch (Fairfax (Virginia), 18 juli 1979), beter bekend als Joey Mercury, is een Amerikaans professioneel worstelaar die werkzaam is bij WWE als een van de trainers op NXT Wrestling.

## In het worstelen
- Finishers
  - Double underhook DDT
  - Frankensteiner
  - Virginia Neck Tie (Hangman's neckbreaker)

- Signature moves
  - Diving crossbody
  - Dropkick
  - Enzuiguri
  - Facebreaker
  - Flapjack
  - Inverted atomic drop
  - Jumping leg drop
  - Lariat takedown
  - Northern lights suplex
  - Russian legsweep
  - Swinging neckbreaker

- Managers
  - Candie
  - Joel Gertner
  - Jillian Hall
  - Alexis Laree
  - Luxurious Lynne
  - Melina
  - Dave Prazak
  - Allison Wonderland

## Prestaties
- Atlantic Terror Championship Wrestling
  - ATCW Tag Team Championship (1 keer met Christian York)

- American Wrestling Council
  - AWC Light Heavyweight Championship (1 keer)

- Independent Professional Wrestling Alliance
  - IPWA Light Heavyweight Championship (2 keer)

- Maryland Championship Wrestling
  - MCW Cruiserweight Championship (1 keer)
  - MCW Heavyweight Championship (1 keer)
  - MCW Rage Television Championship (1 keer)
  - MCW Tag Team Championship (2 keer met Christian York)
  - Shane Shamrock Memorial Cup (2001)

- Mid-Eastern Wrestling Federation
  - MEWF Tag Team Championship (1 keer met Christian York)

- National Wrestling Alliance
  - NWA Light Heavyweight Championship (1 keer)
  - NWA World Tag Team Championship (1 keer met Christian York)

- Organization of Modern Extreme Grappling Arts
  - OMEGA Light Heavyweight Championship (2 keer)

- Ohio Valley Wrestling
  - OVW Southern Tag Team Championship (1 keer met Johnny Nitro)
  - OVW Television Championship (1 keer)

- Pro-Pain Pro Wrestling
  - 3PW Heavyweight Championship (1 keer)

- Pro Wrestling Illustrated
  - PWI Tag Team of the Year (2005) met Johnny Nitro

- Southern Championship Wrestling
  - SCW Junior Heavyweight Championship (3 keer)

- Steel City Wrestling
  - SCW Tag Team Championship (1 keer met Christian York)

- Virginia Championship Wrestling
  - VCW Tag Team Championship (1 keer met Christian York)

- World Wrestling Entertainment
  - WWE Tag Team Championship (3 keer met Johnny Nitro)